# Royal Palm Estates
Royal Palm Estates es un lugar designado por el censo ubicado en el condado de Palm Beach en el estado estadounidense de Florida. En el Censo de 2010 tenía una población de 3.025 habitantes y una densidad poblacional de 1.405,49 personas por km².

## Geografía
Royal Palm Estates se encuentra ubicado en las coordenadas 26°40′53″N 80°7′35″O / 26.68139, -80.12639. Según la Oficina del Censo de los Estados Unidos, Royal Palm Estates tiene una superficie total de 2.15 km², de la cual 2.15 km² corresponden a tierra firme y (0%) 0 km² es agua.

## Demografía
Según el censo de 2010, había 3.025 personas residiendo en Royal Palm Estates. La densidad de población era de 1.405,49 hab./km². De los 3.025 habitantes, Royal Palm Estates estaba compuesto por el 58.28% blancos, el 25.22% eran afroamericanos, el 0.63% eran amerindios, el 0.93% eran asiáticos, el 0.2% eran isleños del Pacífico, el 11.37% eran de otras razas y el 3.37% pertenecían a dos o más razas. Del total de la población el 47.77% eran hispanos o latinos de cualquier raza.